# 国际集装箱安全公约
国际集装箱安全公约（英語：International Convention for Safe Containers），是1972年国际海事组织（时称政府间海事咨询组织）制订的公约。公约在瑞士日内瓦通过，于1977年9月6日生效，保存人是国际海事组织秘书长。

## 背景
各缔约国认识到在集装箱的装卸、堆放和运输中高度保障；注意到便利集装箱国际运输的必要性；承认制订国际共同的安全要求是有益的；决定正式提出集装箱结构上的要求，为此制订本公约各条款。

## 内容
公约适用于国际运输中所使用的的先有或新集装箱，但不包括空运集装箱（第3条）。公约附件一详细列明了集装箱试验、检查、批准和维修规则；附件二详细列明了集装箱结构的安全要求和试验规则。